# 질중부
질중 부(窒中鮒, ? ~ 기원전 121년)는 전한 중기의 제후로, 개국공신 질중동의 손자이다.

## 생애
문제 7년(기원전 173년), 아버지 질중성의 뒤를 이어 청후(淸侯)에 봉해졌다.
원수 2년(기원전 121년)에 죽으니 시호를 강(康)이라 하였고, 작위는 아들 질중고가 이었다.

## 출전
- 사마천, 《사기》 권18 고조공신후자연표
- 반고, 《한서》 권16 고혜고후문공신표

| 선대 아버지 청경후 질중성 | 전한의 청후 기원전 172년 ~ 기원전 121년 | 후대 아들 청공후 질중고 |